# Walter Blaha
Walter Blaha (* 1946 in Mackenrode) ist ein deutscher Archivar.

## Leben
Blaha stammt aus Thüringen. Nach dem Schulbesuch und Studium von 1971 bis 1975, das er als Diplom-Archivar abschloss, arbeitete er ab 1975 im Stadtarchiv Erfurt, wo er Abteilungsleiter war. Er publiziert Beiträge zur Geschichte der Stadt und lebt in Hochstedt.

## Schriften (Auswahl)
- (mit Bodo Fischer): Stadtarchiv Erfurt 1949–1979. In: Archivmitteilungen 29 (1979), S. 136–139.
- Kurmainzische absolutistische Herrschaft von 1664 bis 1789. In: Gutsche, Geschichte der Stadt Erfurt 1986, S. 145–180.
- Napoleon in Erfurt (= Kleiner Erfurt-Almanach, [9]). Verlag und Druckerei Fortschritt Erfurt, Erfurt 1991.
- Vom Bürgerhaus zum Kaiserpalast. Die Kurmainzische Statthalterei in Erfurt. Bayerische Vereinsbank, Abt. Öffentlichkeitsarbeit und Werbung, München 1992.
- (mit Josef Metze): Kleine illustrierte Geschichte der Universität Erfurt. 1392–1816, 1. Aufl. anlässlich 600 Jahre Universitätsgründung und der 1250-Jahrfeier der Stadt Erfurt 1992. Verlagshaus Thüringen, Erfurt 1992.
- (mit anderen Autoren): Erfurter Strassennamen in ihrer historischen Entwicklung, 1. Aufl. anlässlich der 1250-Jahrfeier der Stadt Erfurt 1992. Verlagshaus Thüringen, Erfurt 1992. ISBN 3-86087-054-8.
- (mit Rudolf Benl): Erfurt – ein spätmittelalterliches Wissenschaftszentrum. Katalog zur Ausstellung des Stadtarchivs Erfurt.  Köthen 2001.
- Vom Bürgerhaus zum Regierungszentrum. Die kurmainzische Statthalterei und das weimarische Geleitshaus in Erfurt. Thüringer Staatskanzlei, Abt. Öffentlichkeitsarbeit, Erfurt ca. 2002.
- (mit Dagmar Blaha): Hochstedt. Eine Ortsgeschichte, 2., überarbeitete und erweiterte Auflage. Verein für die Geschichte und Traditionspflege von Hochstedt, Hochstedt 2005.
- Vor 250 Jahren wurde in Erfurt der botanische Garten gegründet. In: Jahrbuch für Erfurter Geschichte 1 (2006), S. 11–19.
- (mit Rudolf Benl): Erfurt als Domäne Napoleons 1806 bis 1814 ... in unserer unbeschreiblich bedrängten Lage. Eine Ausstellung des Stadtarchivs Erfurt in der Zeit vom 31. August bis zum 26. Oktober 2008 im Kulturhof zum Güldenen Krönbacken, Erfurt 2008.
- Vom Bürgerhaus zum Regierungszentrum : die kurmainzische Statthalterei und das weimarische Geleitshaus in Erfurt, 3. Auflage (redigitalisierte korrigierte Fassung der 2. Auflage von 2002). Freistaat Thüringen, Staatskanzlei, Öffentlichkeitsarbeit, Erfurt, 2016.